# Biserica de lemn din Videle-Cârtojanca

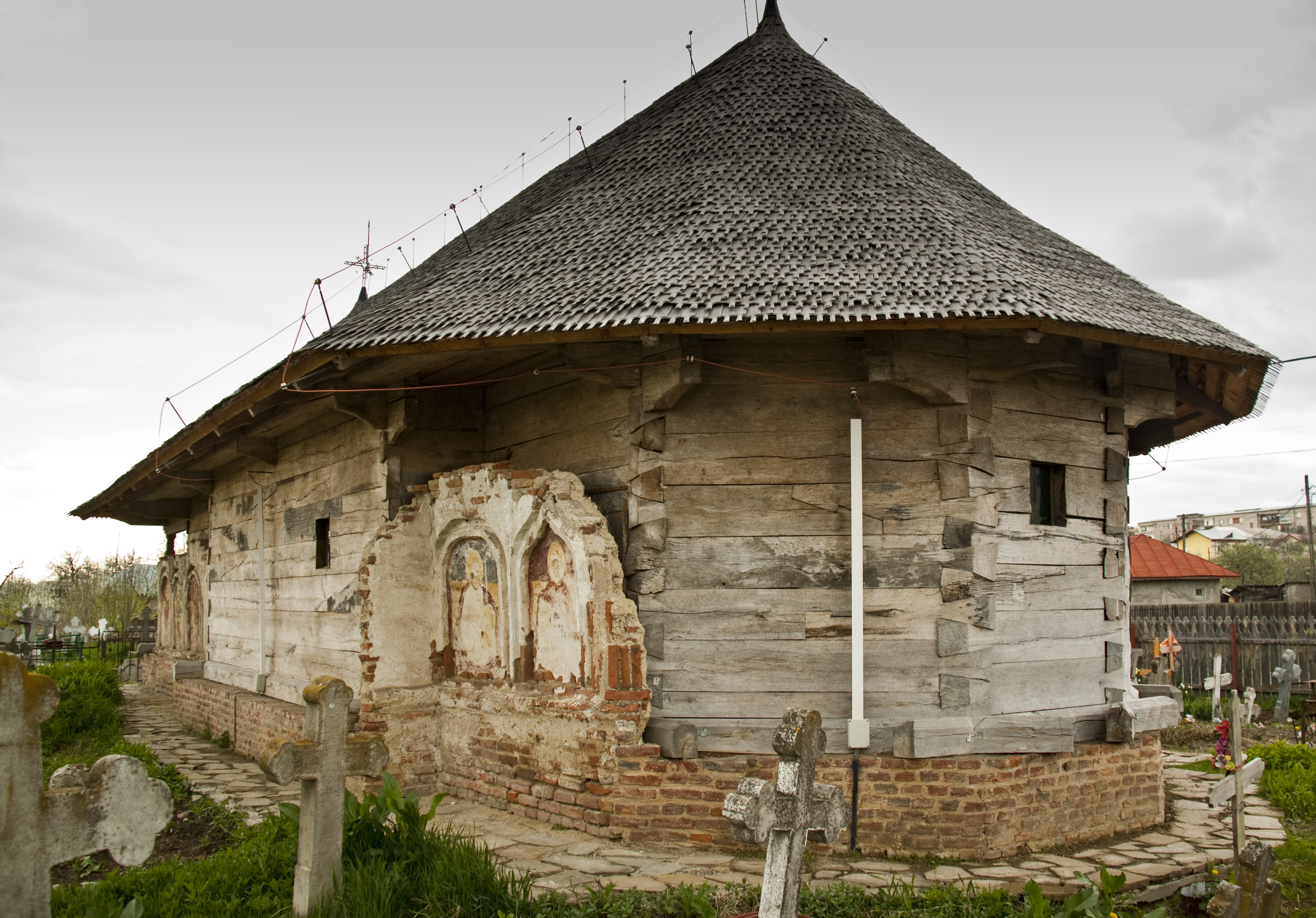
Biserica de lemn din Videle-Cârtojanca, județul Teleorman. Foto: aprilie 2011

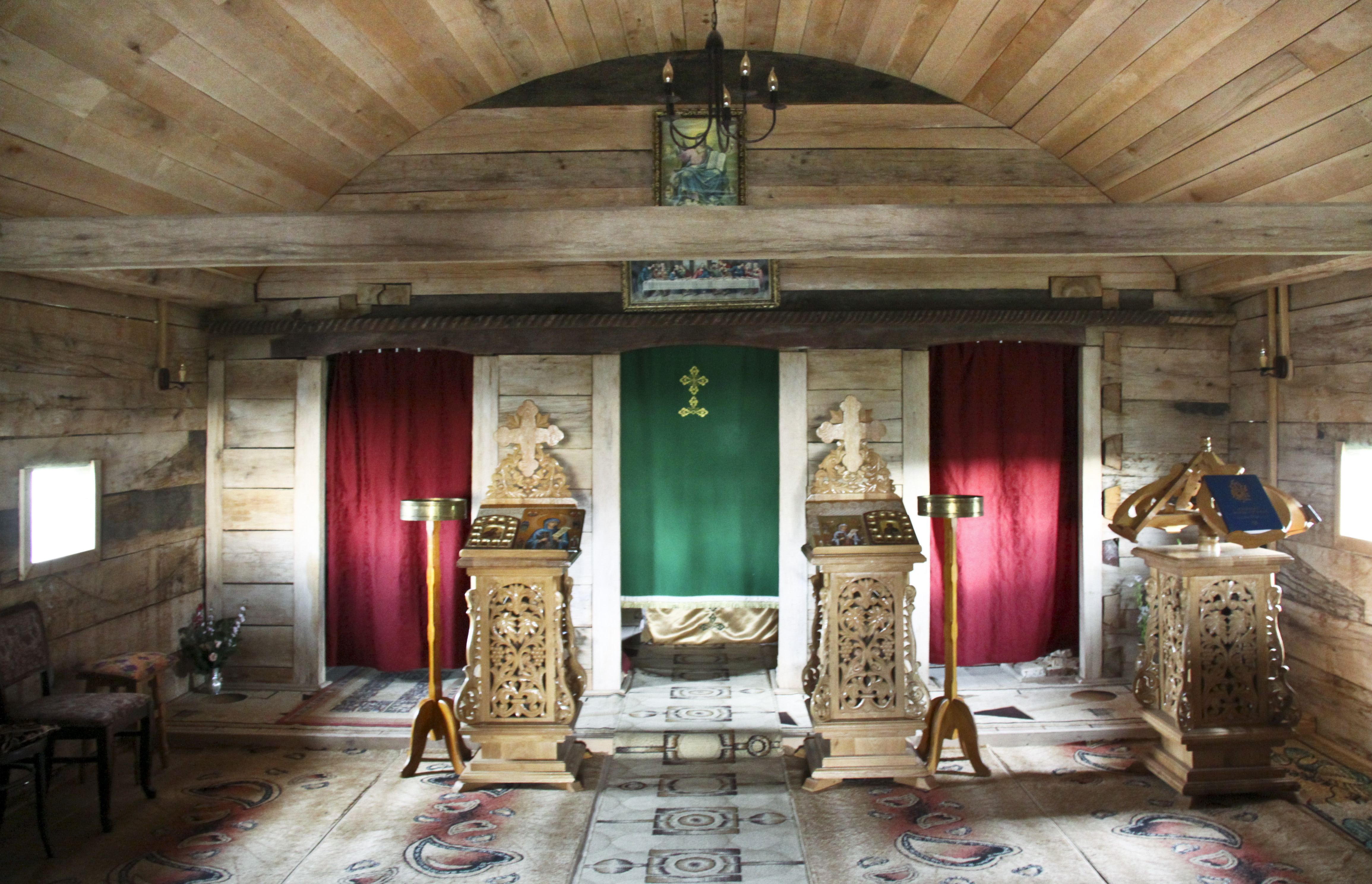
Naosul, vedere spre iconostas. Foto: aprilie 2011

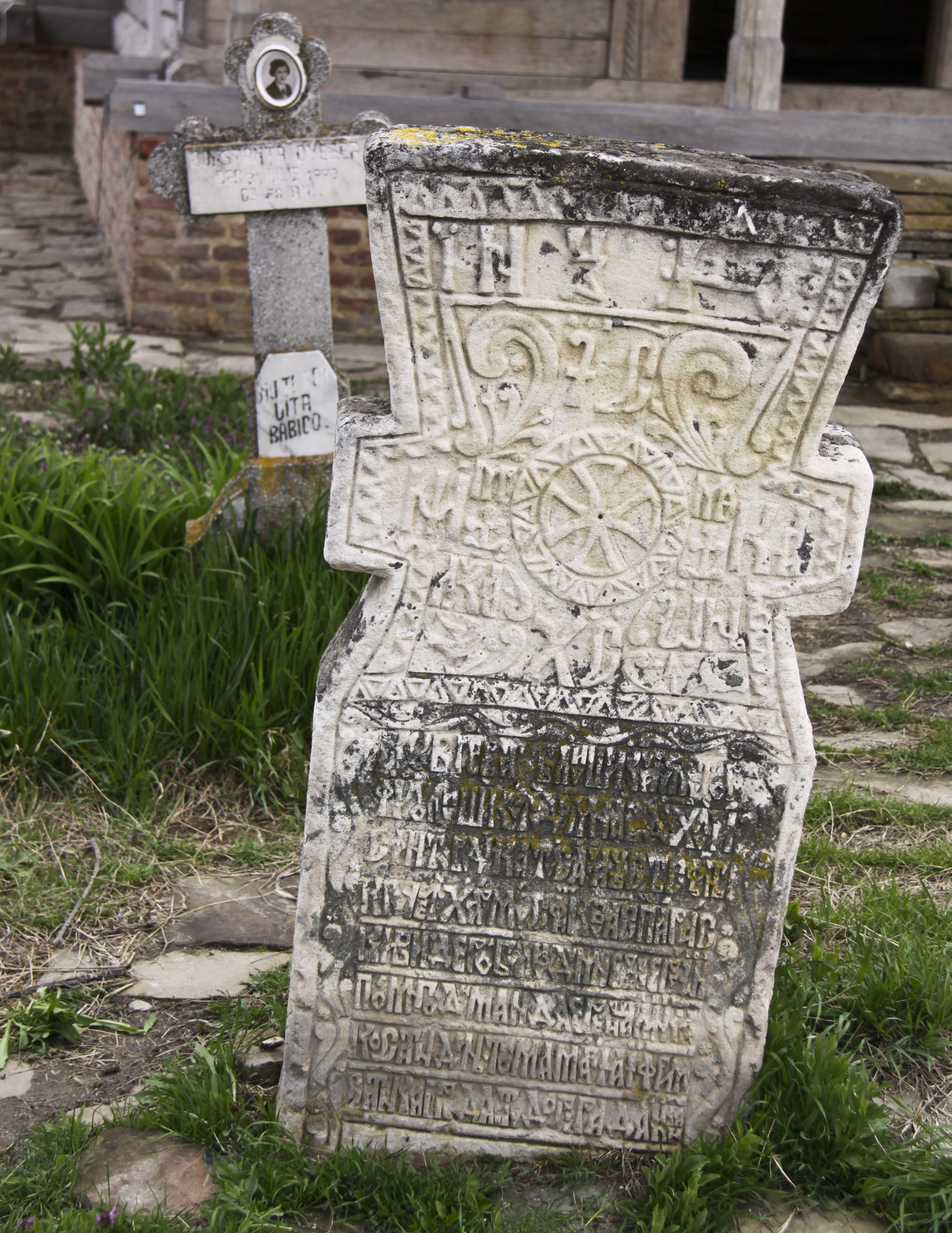
Crucea de piatră a bisericii, datată 1819. Foto: aprilie 2011

Biserica de lemn din Videle-Cârtojanca se află în cartierul Cârtojanca din orașul Videle, județul Teleorman, și poartă hramul „Cuvioasa Paraschiva”. A fost ridicată în anul 1819, înlocuită din 1883, părăsită după cutremurul din 1940, și salvată din ruină în 2008. Până la cutremurul din 1977 a stat ascunsă sub o cămașă de zid, acoperită cu picturi. Părți de zid și pictură exterioară se mai păstrează până astăzi. Se remarcă prin fragmente sculpturale decorative la intrare și iconostas. Câteva însemnări în chirilice din pridvor și altar constituie izvoare documentare locale ce ridică valoarea lăcașului. În fața lui se păstrează una dintre cele mai frumoase cruci de piatră din Teleorman, datată 1819. Biserica este înscrisă pe noua listă a monumentelor istorice, LMI 2004:  TR-II-m-A-14510.

## Istoric
Biserica a fost ridicată în anul 1819 în Cârtojani de Jos sau Vida-Cârtojani, pe proprietate de moșneni. Despre vechimea ei vorbesc câteva inscripții păstrate pe pereții bisericii și pe o cruce de piatră din fața ei. În dreapta intrării, în pridvor, dintr-o lungă pisanie în chirilice, abia se pot citi câteva fragmente din finalul rândului doi și trei: „... lacaș când au fost înce[put]... la facerea aces[tei] sf[in]t[e] biserici ...”. Fragmentele păstrate dau de înțeles că aici a fost consemnat începutul bisericii. În proscomidie, pe peretele bisericii, se păstrează un pomelnic cu câteva nume de ctitori, consemnați în aceeași caligrafie ca cea de la intrare: „titori Ion erei, Manda eri[ța], To[a]der, Nico[l]ai, Ion, Rada”. Așadar biserica a fost înzestrată cu pisanie și pomelnic, după obiceiul cel vechi de luare amintire a faptelor și autorilor, pentru pomenire. Numele ctitorilor de la proscomidie, în grafia pisaniei de la intrare, se recunosc pe crucea de piatră din fața bisericii. Pe fața crucii, frumos ornamentată, se pot citi în chirilice următoarele: „Cu vrerea Tatălui și cu ajutorul Fiului și cu îndămnarea Duhului Sf[â]nt ridicatusau această sfăntă cruce în hramul sf[i]nt[ii] Cuv[ioa]s[ii] Paraschivi[i] de robul lui Dumnez[ău] er[ei] Ion pomi[lui] Go[spo]di Manda ereița, Anca, Constandin, Toma, Maria, Ifrim, Stanca, Preda i Tudor, Rada i Anca.”; iar pe latura dreaptă: „1819 Această cruce e a pop[ii] Ion sin Toader boegiu zet Ion Coșoi, și sau scris de Tudor Dal 1 av[gu]st 1819”; pe latura stângă: „Vlada, Stana, Ana, Toader, Nicolai, Chiliuță, Radu, ... Maria ...”. Din aceste inscripții reiese rolul principal jucat de preotul Ion și de preoteasa Manda, la ridicarea acestui lăcaș în anul 1819. Numele lor și al neamului lor apar și pe o icoană a bisericii din anul 1830. Tatăl preotului Ion, Toader sin Ion Coșoi, care pe cruce apare și cu supranumele "boegiu" (boiangiul), a închinat bisericii icoana de hram, la o dată necunoscută. Biserica din Cârtojanca este, așadar, o ctitorie de moșneni, din care se desprinde familia preotului, implicat atât în ridicarea construcției cât și în înzestrarea ei ulterioară cu odoare.
În istoria bisericii apare o etapă mai puțin cunoscută, cea în care a fost îmbrăcată la exterior în zidărie, și apoi a fost zugravită cu icoane. Tot atunci a fost adăugat un pridvor cu patru stâlpi de zidărie în fața intrării, iar peretele dintre tindă și naos a fost înlocuit cu unul de zid. În această etapă a fost acoperită pisania din dreapta intrării, de aceea îmbrăcarea cu zidărie nu poate fi datată odată cu ridicarea bisericii, în 1819. Se poate presupune că această importantă etapă a avut loc în secolul XIX, înainte de 1883, când funcția de biserică parohială a fost preluată de o biserică de zid. 
În secolul XX, biserica a funcționat drept capelă de cimitir până în 1940, când a fost dezafectată de cutremur. A fost apoi afectată și de cutremurul din 1977 și de inundațiile din 2005. 
Biserica, ajunsă în ruină, a fost reconstruită aproape în totalitate, în anii 2007-2008, într-o formă cât de cât asemănătoare cu cea inițială. Lemnul original a fost reintegrat doar în mică parte, și acesta parțial folosit în locuri unde nu a stat inițial. Construcția și-a pierdut vechile proporții în elevație, structura de lemn fiind ridicată mult peste nivelul vechii streșini, cu două rânduri de bârne, diferența observându-se în imaginile anterioare renovărilor și în comparație cu zidăria rămasă neclintită pe latura de sud. O altă schimbare semnificativă a apărut în fața intrării, unde a fost adăugat un pridvor de lemn, fără legătură cu istoria vechiului lăcaș. Intrarea a fost refăcută aproape total, lipsind piesa orizontală caracteristică de peste intrare, pe care se continua funia sculptată de pe cei doi ușori laterali.

## Trăsături
Biserica din Videle-Cârtojanca este una dintre foarte puținele biserici de lemn rămase în zona de sud a Munteniei. Salvarea ei din ruine a condus la înlocuirea materialului original într-o proporție foarte mare. Îmbrăcămintea ei de zid, de altă dată, este amintită de fragmente pe latura de sud. Are dimensiuni modeste, planimetrie cu tindă mai îngustă decât naosul, un buzunar special pentru proscomidie pe latura de nord a altarului și câteva elemente artistice care o scot în evidență.
De la vest la est, biserica este împărțită în cele patru încăperi tradiționale: pridvor deschis, de dată recentă, tindă, naos și altar. Altarul este mai îngust și terminat poligonal, în cinci laturi. Pe latura de nord altarul prezintă o mică nișă pentru proscomidie, vizibilă în exterior prin prelungirea peretelui naosului spre răsărit. Trecerea dinspre tindă spre naos este reconstituită, pe locul unor stâlpi de zid secundari. Iconostasul păstrează o grindă originală decorată cu funie peste cele trei uși spre altar. Bolta joasă reproduce forma curbă anterioară. Încăperile sunt luminate de un număr redus de ferestre, mult mărite într-o fază ulterioară.
Structura originală a fost ridicată din bârne fasonate din lemne crepate, fixate între ele cu cepuri. Bârnele au fost încheiate la capete în cheotori netede, bisericești, în coadă de rândunică.  
Din punct de vedere artistic, se remarcă în principal formele sobre, aproape lipsite de orice ornament. Portalul, refăcut parțial după modelul celui anterior, și grinda peste uși din tâmpla iconostasului arată o tratare decorativă de efect.

## Imagini din exterior

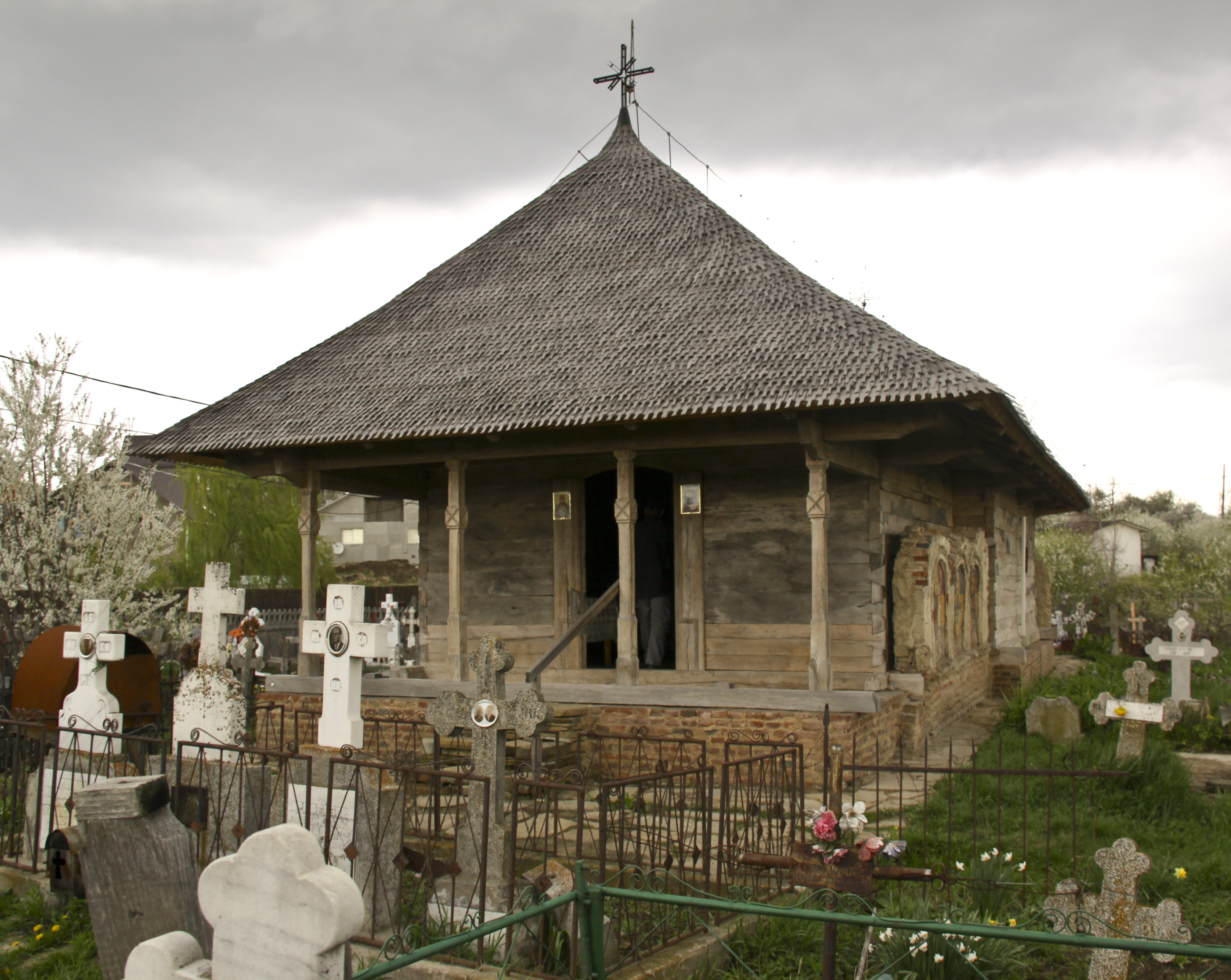
vest
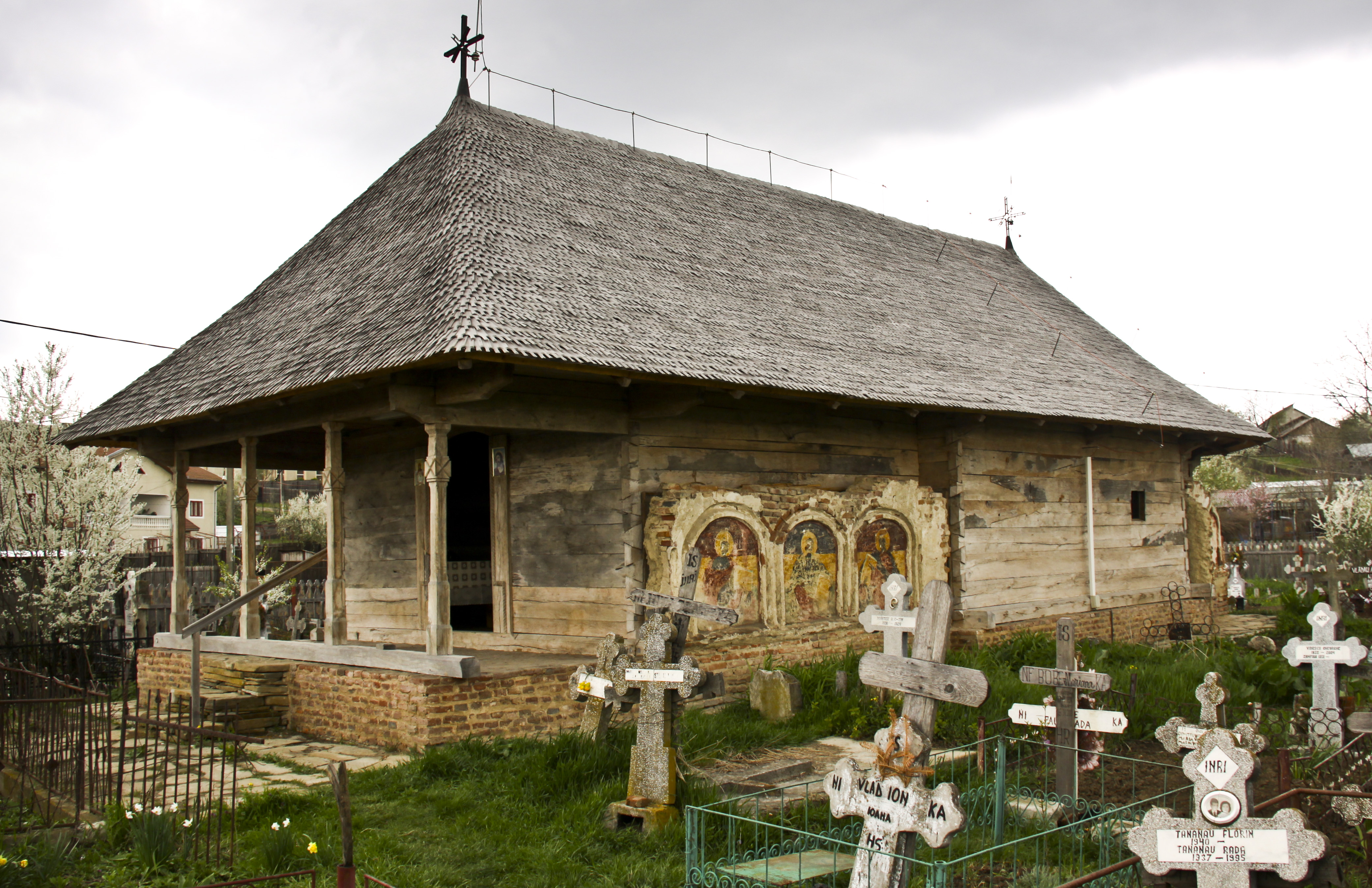
sud-vest
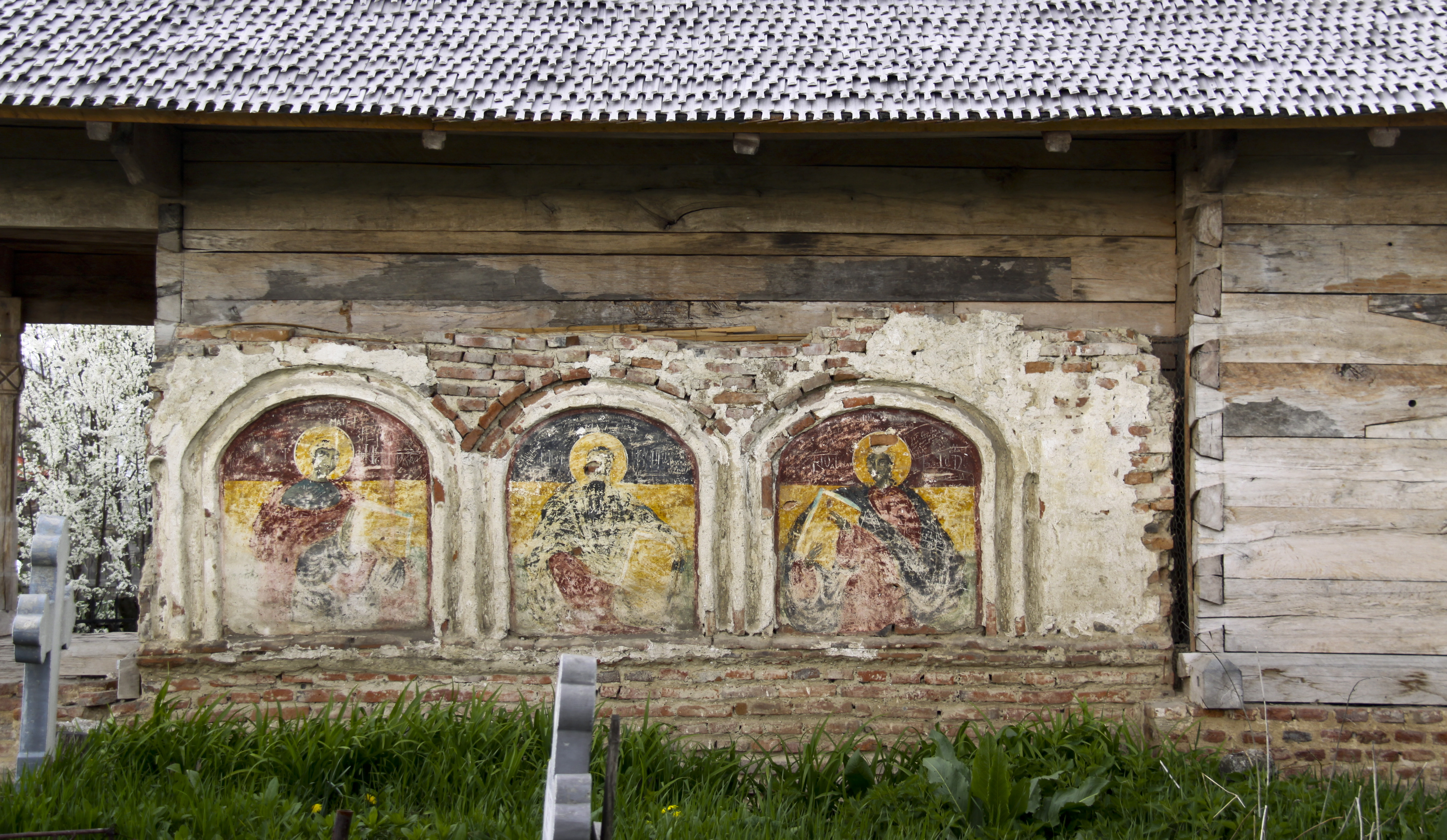
sud, tinda
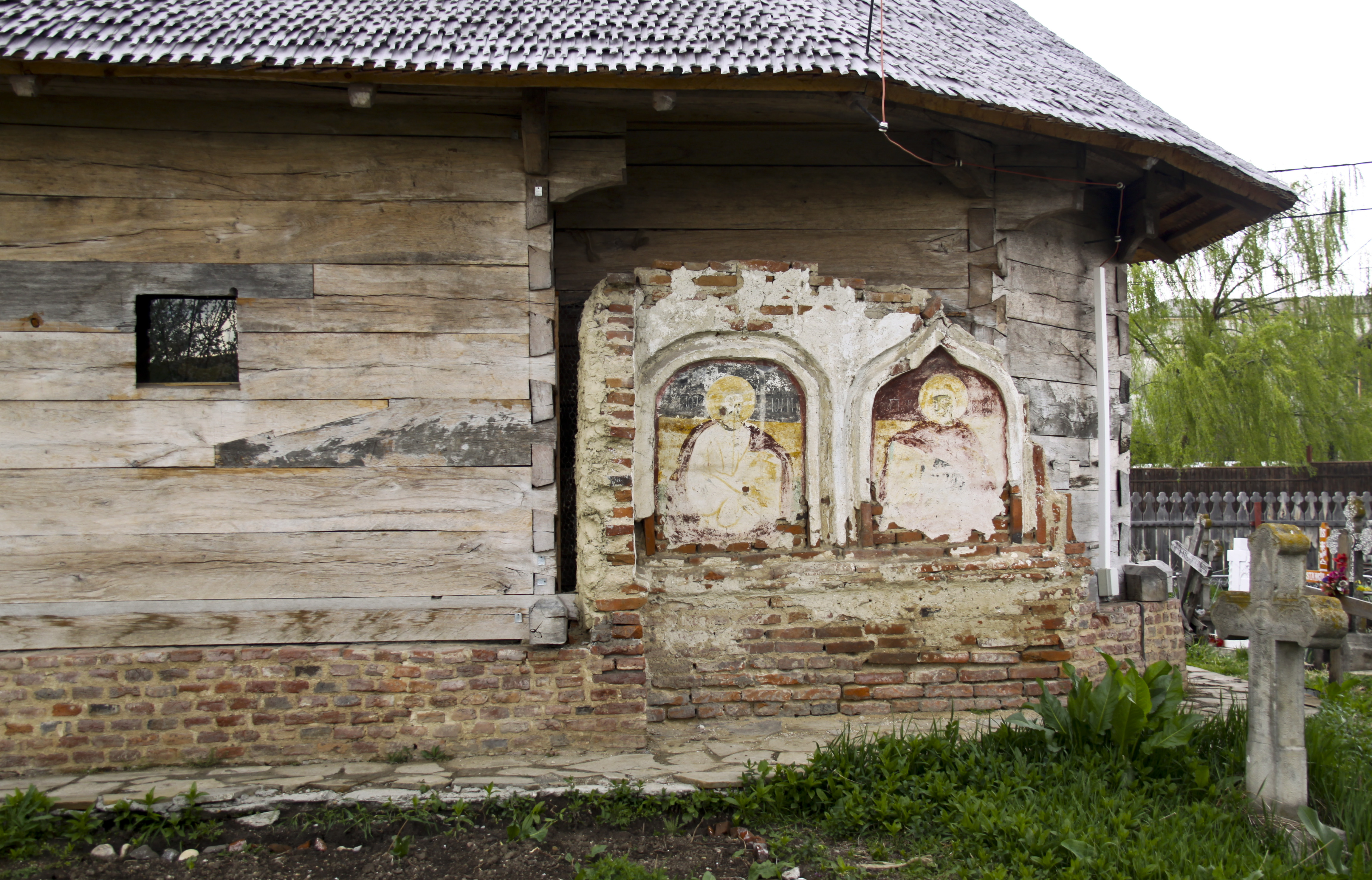
sud, altar
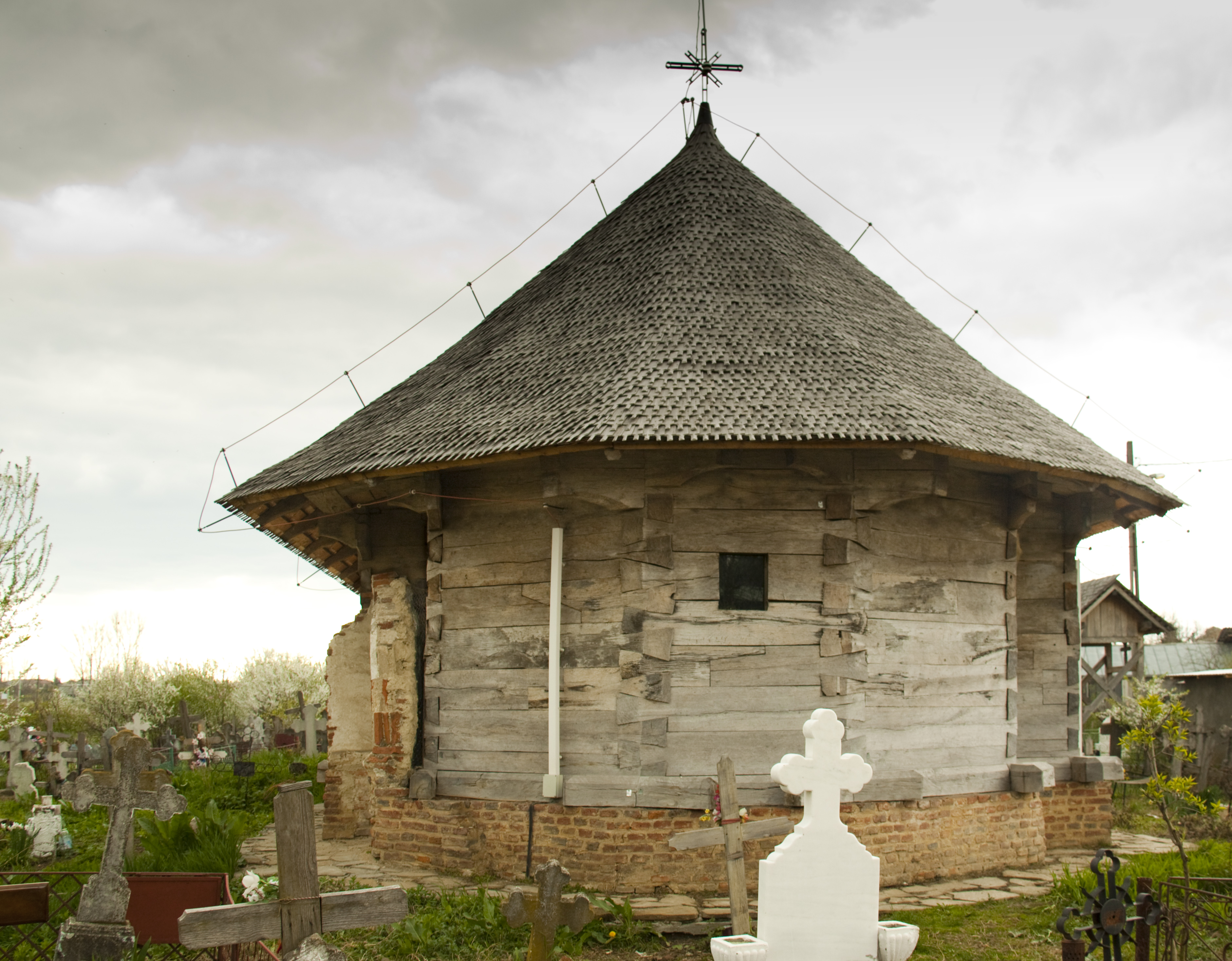
est
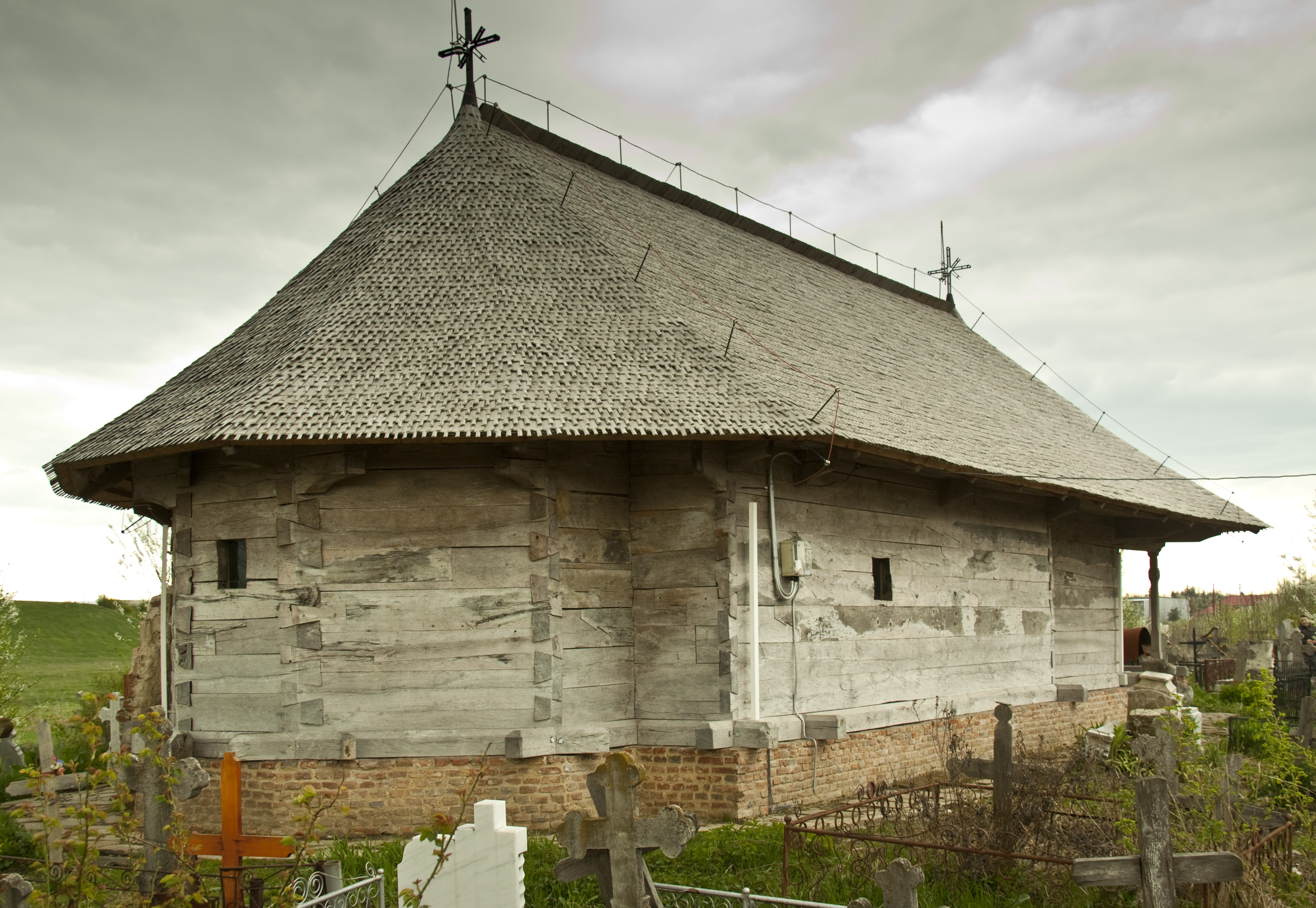
nord-est
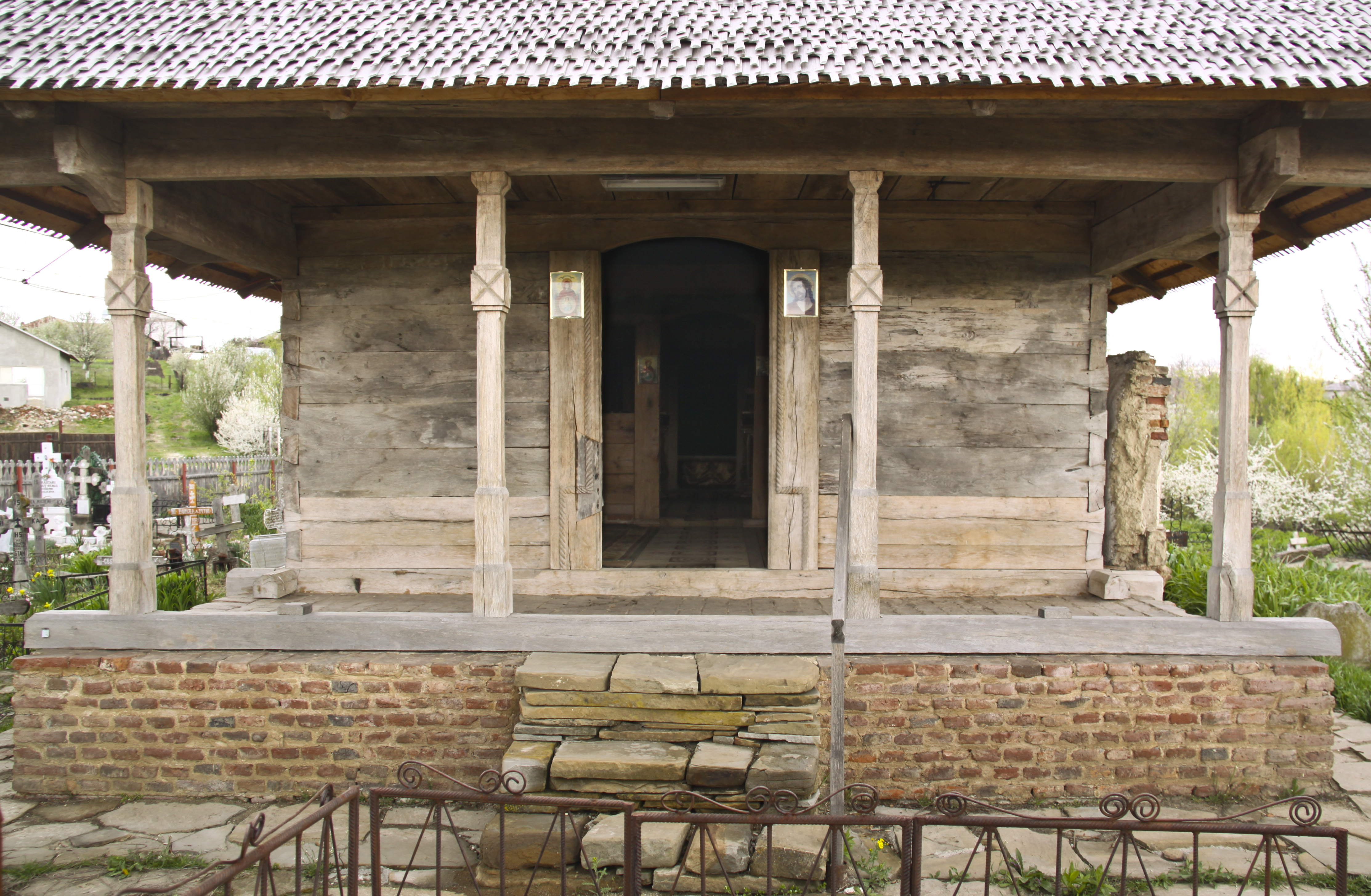
pridvorul nou
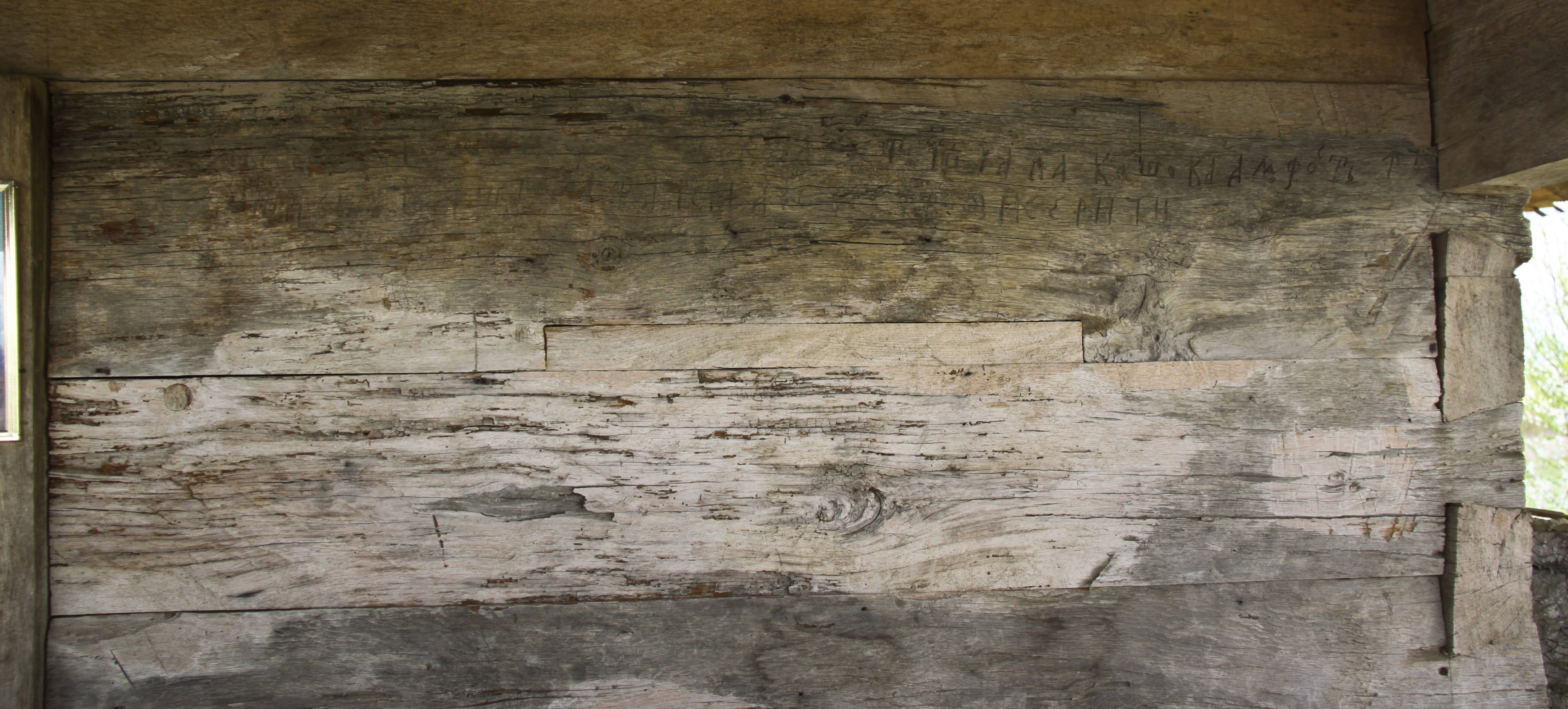
pisanie
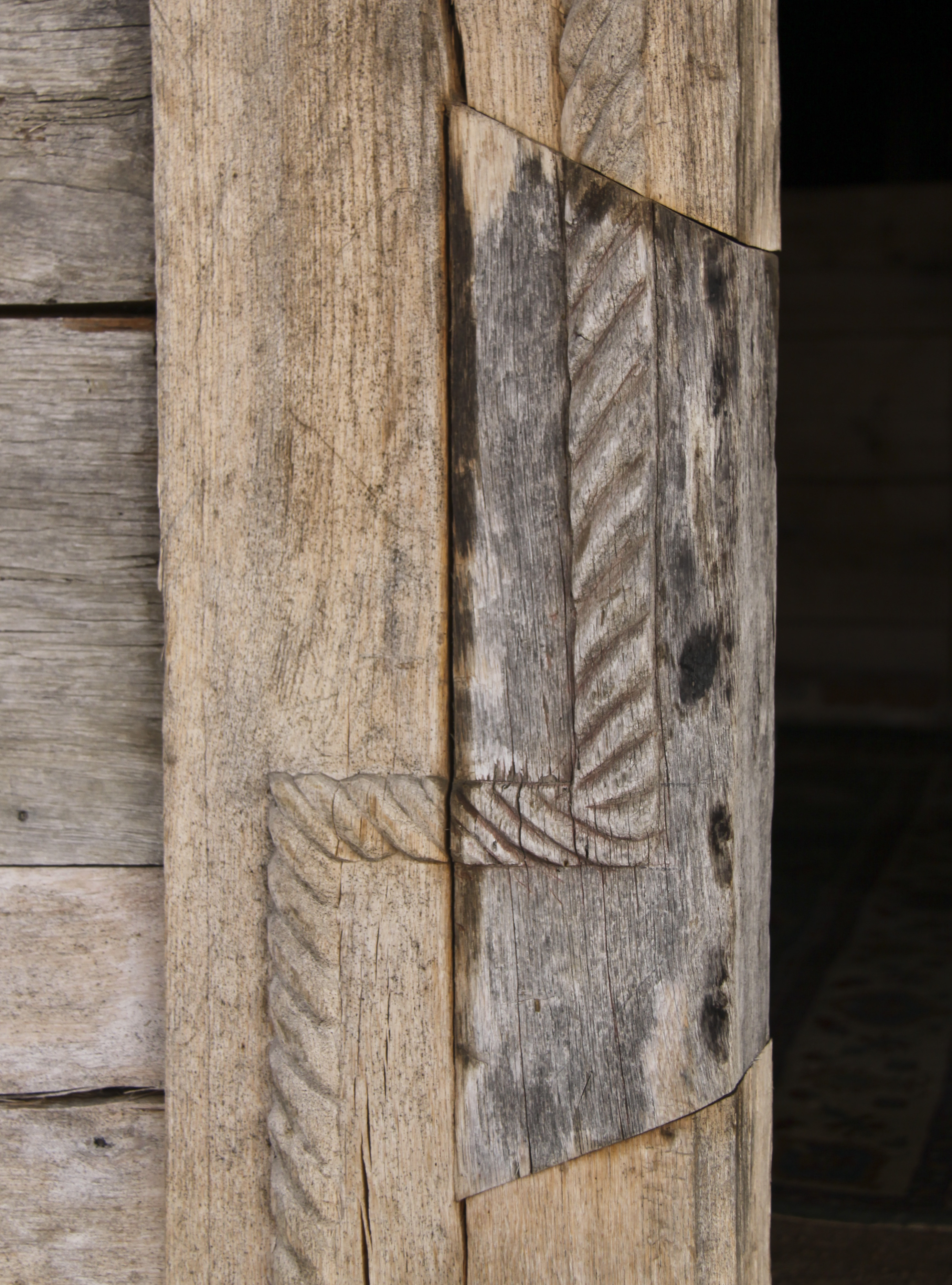
fragment original, portal
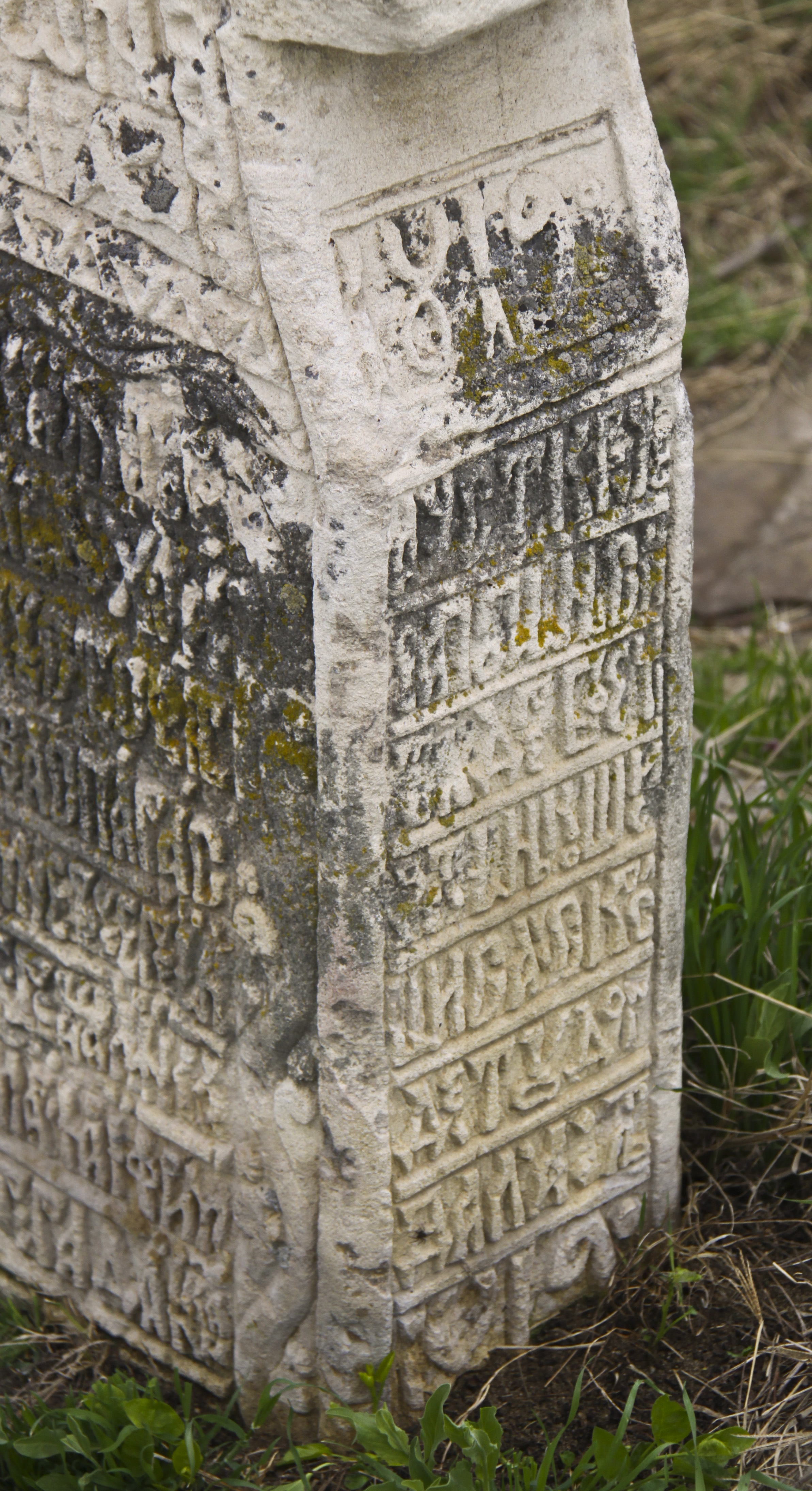
latura dreaptă, cruce
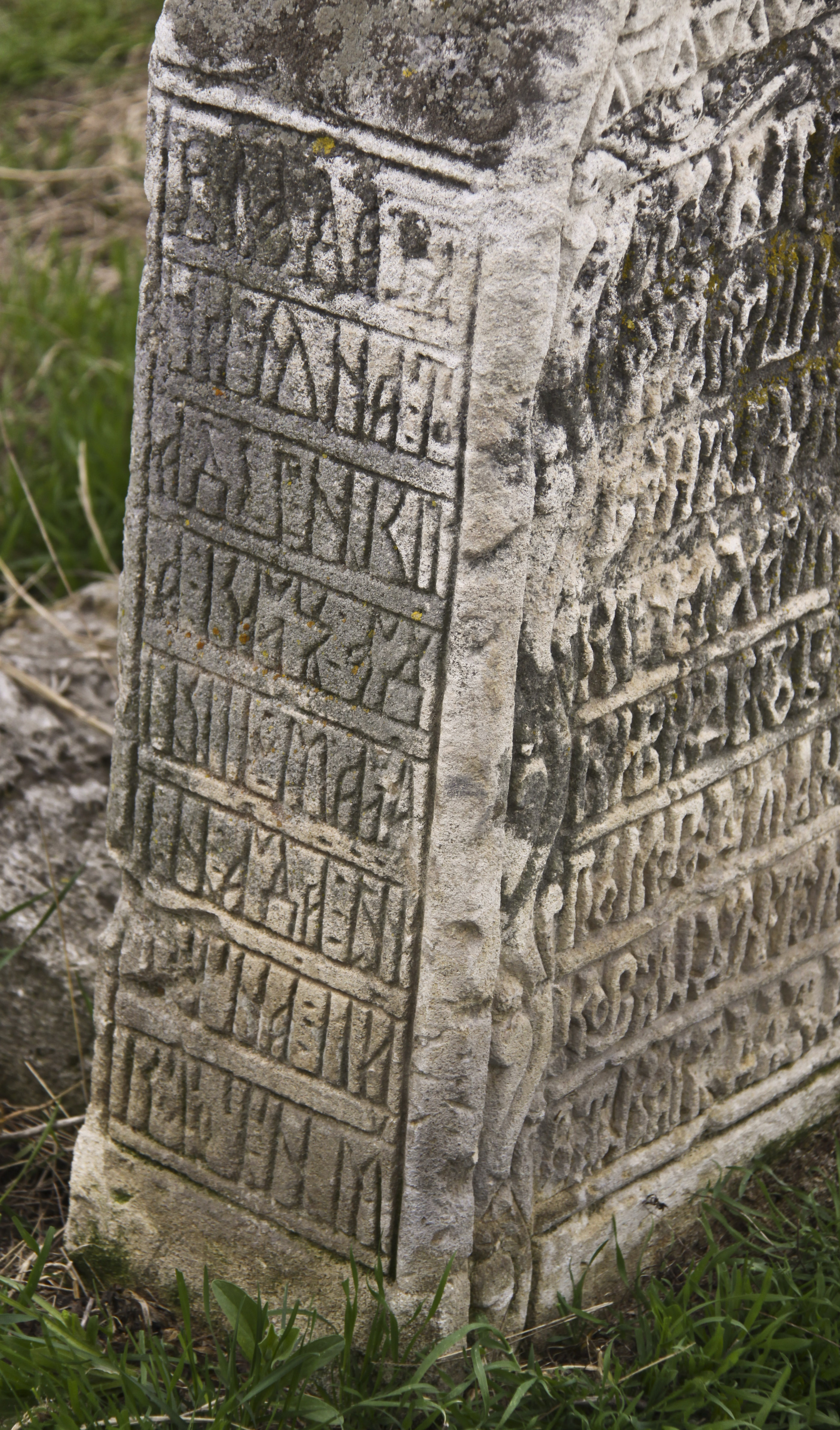
latura stângă, cruce

## Imagini din interior

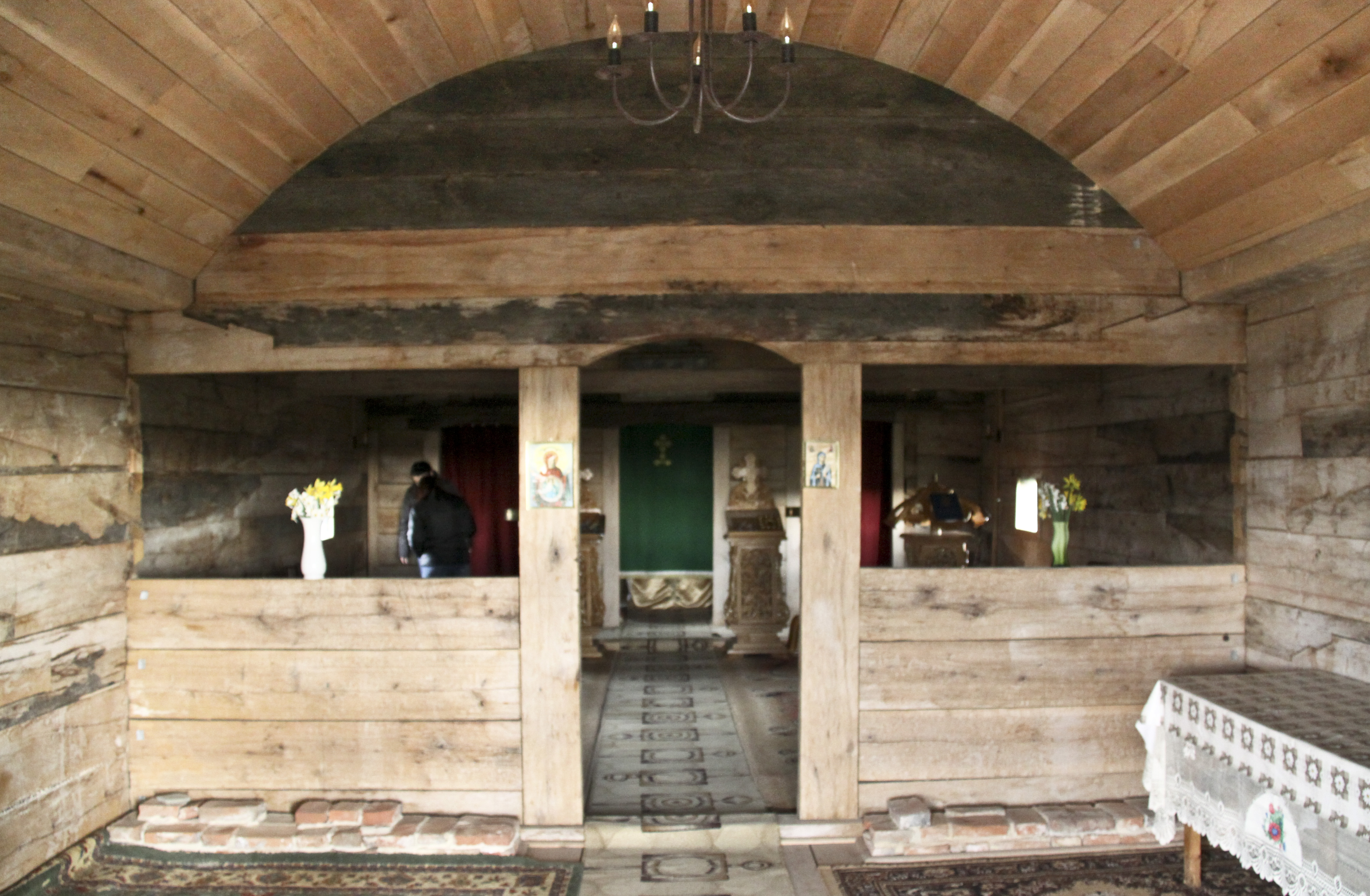
tinda
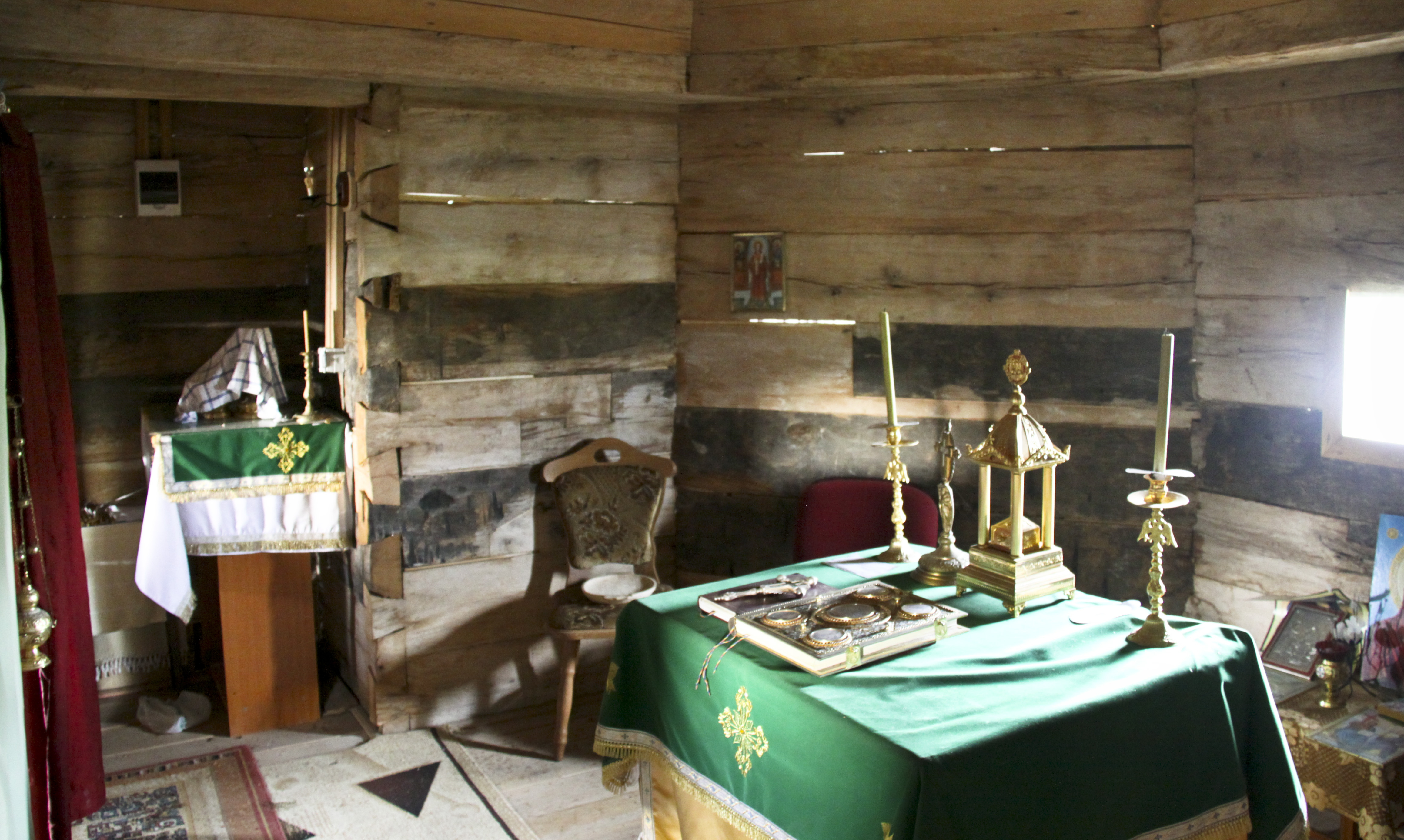
altar
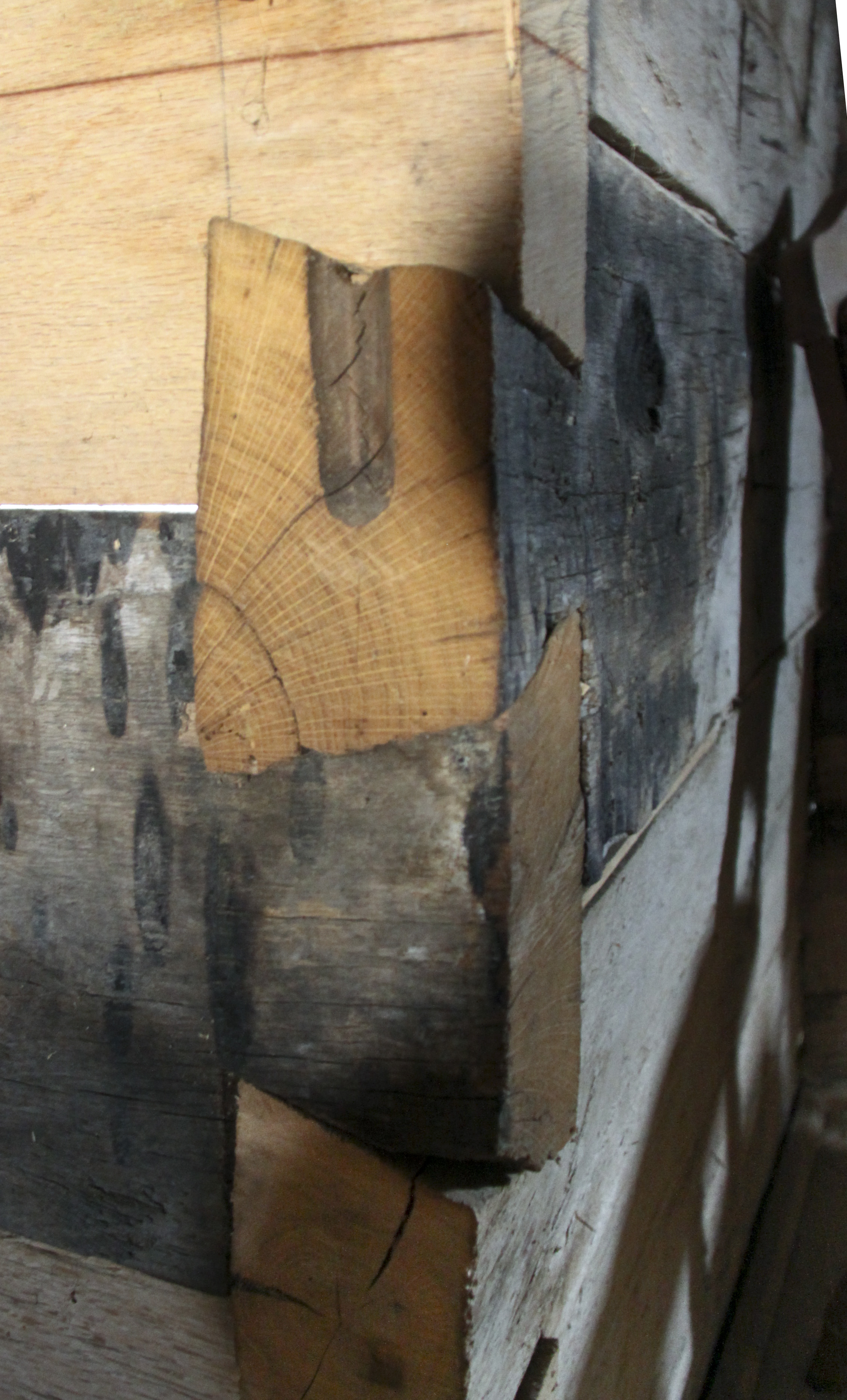
altar, lemn refolosit, urmă de gaură pentru cep
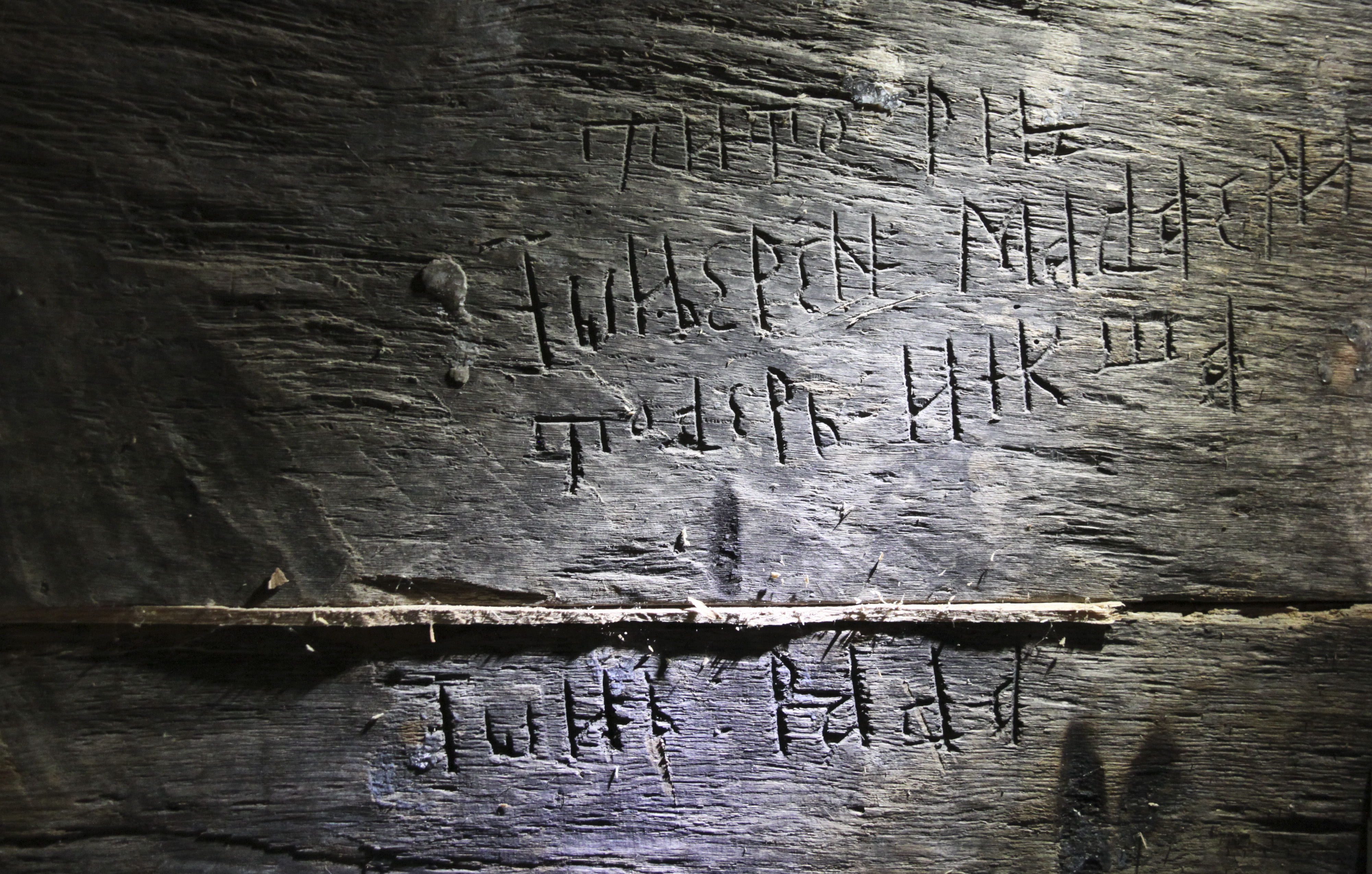
pomelnic ctitori